# Meno parkas
Die Galerie Meno parkas (dt. Kunstpark) mit Sitz in Kaunas ist eine Dependance der Litauischen Künstlervereinigung, die ihren Hauptsitz in Vilnius hat. 

## Geschichte
Die Galerie, die 1995 gegründet wurde, organisiert Ausstellungen zeitgenössischer Kunst aus Litauen und dem Ausland. Hierbei arbeitet sie mit zahlreichen Partnern in Litauen und im europäischen Ausland zusammen. Die Galerie ist ferner maßgeblich an der Organisation der Textilkunst-Biennale Kaunas beteiligt. 
Adresse: Rotušės a. 27.